# سیارک ۱۱۲۸۴
سیارک ۱۱۲۸۴ (به انگلیسی: 11284 Belenus، نامگذاری:1990BA) یازده هزار و دویست و هشتاد و چهارمین سیارک کشف شده‌است که در ۲۱ ژانویه ۱۹۹۰ کشف شد.
قدر مطلق سیارک برابر ۱۷٫۸۰ است.